# جون ميدلتون كلايتون
جون ميدلتون كلايتون (بالإنجليزية: John Middleton Clayton) (24 تموز يولية،1796 - 9 تشرين الثاني نوفمبر،1856) محامي وسياسي أمريكي من ديلاوير أنتمى إلى حزب الويج .أنتخب عضواً في مجلس الشيوخ الأمريكي عن ولاية ديلاوير وشغل منصب وزير الخارجية.

## روابط خارجية
- جون ميدلتون كلايتون على موقع الموسوعة البريطانية (الإنجليزية)
- جون ميدلتون كلايتون على موقع إن إن دي بي (الإنجليزية)